# Fußballclub Ingolstadt 04
Il Fußballclub Ingolstadt 04 e.V., abbreviato in FC Ingolstadt 04 è una società calcistica tedesca di Ingolstadt, in Baviera. Milita in 3. Liga, terza divisione del campionato tedesco.
Nacque nel 2004 dalla fusione tra MTV Ingolstadt ed ESV Ingolstadt. Nelle stagioni 2015-2016 e 2016-2017 ha militato in Bundesliga, per poi retrocedere in 2. Bundesliga e in 3. Liga.

## Storia

### ESV Ingolstadt
L'ESV Ingolstadt (Eisenbahner-Sportverein Ingolstadt-Ringsee e.V.) fu fondato nel 1919 come FC Viktoria. Due anni dopo, i giocatori del Turnverein 1861 Ingolstadt si unirono al Viktoria per formare il VfR Ingolstadt. Negli anni trenta la squadra partecipò per un paio di stagioni (1936-1938) alla Gauliga Bayern, uno dei sedici gironi di massima divisione creati dal regime nazista nel 1933. Tra il 1943 ed il 1945 con il VfB Ingolstadt-Ringsee formò il Kriegsspielgemeinschaft Ingolstadt. Finita la guerra, il club fu ricostituito come VfR Ingolstadt, assunse nel 1951 la denominazione di Erster Sportverein Ingolstadt (primo sport club di Ingolstadt) e nel 1963 cambiò nome in ESV Ingolstadt, il quale evidenziava l'affiliazione nata con le ferrovie.
L'ESV arrivò in Regionalliga Süd (II) nel 1963, anno della costituzione della Bundesliga. Il club, dopo aver giocato tra la seconda e la terza divisione, con due stagioni in Zweite Bundesliga Süd dal 1979 al 1981, iniziò una parabola discendente che la portò a giocare in Landesliga Bayern-Süd (IV) fino al 1993-1994. La società sportiva andò in bancarotta nel 2004 e finì per cedere la società sportiva che creò, insieme al MTV Ingolstadt, l'FC Ingolstadt 04. Attualmente la società polisportiva continua ad esistere.

### MTV Ingolstadt
L'MTV Ingolstadt (Männer-Turn-Verein von 1881 Ingolstadt), con 3.400 iscritti, è la più grande società polisportiva della città. Fu fondata nel 1881, e creò la sezione calcistica nel 1905. Il calcio si staccò dal sport club nel 1924, ma vi ritornò all'interno nel 1933. Alla fine della guerra, le autorità sancirono lo scioglimento di tutte le associazioni, sportive comprese. Il club fu ricostituito nel 1948 come Städtischer SV Ingolstadt 1881 e riprese la denominazione originale nel 1948. Prima di unirsi all'ESV giocò due stagioni in Zweite Bundesliga Süd tra il 1978 e il 1980.

### Dal 2004 ad oggi
La neonata squadra di calcio approdò nella stagione 2004-2005 in Oberliga Bayern (IV) e alla sua prima stagione ottenne un convincente secondo posto. La stagione successiva vinse il girone ed approdò in Regionalliga Süd (III).
Nella stagione 2008-2009 disputò il campionato di 2. Bundesliga, la seconda serie tedesca, concludendo al penultimo posto e sancendo la retrocessione in 3. Liga. Nella stagione successiva, anche grazie ai recenti acquisti in difesa dei tedeschi Heiko Gerber e Christopher Reinhard e in attacco del ceco Vratislav Lokvenc, la squadra risale in seconda divisione vincendo con un netto 3-0 lo spareggio contro l'Hansa Rostock, (complessivo di andata e ritorno) dopo aver concluso il campionato al 3º posto a pochi punti dal vincitore. Nella stagione 2014-15, guidata in panchina dell'austriaco Ralph Hasenhüttl l'Ingolstadt ottiene la prima storica promozione in Bundesliga, in seguito del primo posto nella serie cadetta tedesca.
Il 15 agosto 2015 la squadra rossonera disputa la sua prima storica gara in massima serie e il risultato è una vittoria esterna per 1-0 contro il Magonza, con rete di Lukas Hinterseer. La prima stagione in Bundesliga si conclude con un tranquillo undicesimo posto, a quota 40 punti (10 vittorie e 10 pareggi), mentre la stagione seguente, più difficile della precedente, è chiusa al diciassettesimo e penultimo posto con 32 punti ottenuti, con conseguente retrocessione.
Nella stagione 2017-2018 il club, di nuovo in Zweite Liga, conclude al nono posto in graduatoria. La stagione seguente è più difficile, dato che il club, in difficoltà per quasi tutta la durata del campionato, staziona nelle ultime posizioni della classifica, arrivando a toccare il fondo per varie giornate ed evitando il peggio solo con un disperato sprint finale (con addirittura 16 punti nelle ultime 7 partite, tra cui lo schiacciante 3-0 rifilato all'Amburgo sul suo campo) in cui riesce a limitare i danni e a concludere un complicato campionato con 35 punti al sedicesimo posto. Il piazzamento vale l'accesso allo spareggio contro la terza di 3. Liga, il Wehen Wiesbaden. Nonostante la vittoria per 1-2 in trasferta, nel match di ritorno l'Ingolstadt subisce una sconfitta casalinga per 2-3, risultato che lo condanna ad un'altra retrocessione, questa volta in terza divisione. La stagione seguente di 3. Liga viene conclusa con un 4º posto che permette al club di prendere parte allo spareggio contro la 16ª di 2. Bundesliga 2019-20, il Norimberga, in quanto il Bayern Monaco II, nonostante la vittoria del campionato, non ha potuto trovare la promozione nella serie cadetta essendo una squadra di riserve. Dopo aver perso la partita di andata 2-0 a Norimberga, l'Ingolstadt vince 3-1 quella di ritorno tra le mura amiche, subendo il gol che li condanna ad un altro anno in 3.Liga al 96º minuto di gioco (regola dei gol in trasferta). La stagione successiva è caratterizzata da un ottimo inizio del campionato da parte dell'Ingolstadt, che però cala drasticamente nella parte centrale e finale.

## Calciatori

### Vincitori di titoli
Calciatori campioni d'Asia
- Mathew Leckie (Australia 2015)

## Palmarès

### Competizioni nazionali
- Campionato tedesco di seconda divisione: 1

2014-2015

### Competizioni regionali
- Oberliga Bayern: 1

2005-2006
- Amateur-Oberliga Bayern: 1

1978-1979
- Amateurliga Bayern: 2

1955-1956 (Sud), 1961-1962 (Sud)
- Bezirksoberliga Oberbayern: 1

1990-1991
- Landesliga Bayern-Süd: 1

1965-1966

## Statistiche e record

### Partecipazione ai campionati e ai tornei internazionali

#### Campionati nazionali
Dalla stagione 2004-2005 alla 2025-2026 compresa il club ha ottenuto le seguenti partecipazioni ai campionati nazionali:
| Livello | Categoria        | Partecipazioni | Debutto   | Ultima stagione | Totale |
| ------- | ---------------- | -------------- | --------- | --------------- | ------ |
| 1º      | Bundesliga       | 2              | 2015-2016 | 2016-2017       | 2      |
| 2º      | 2. Bundesliga    | 8              | 2008-2009 | 2021-2022       | 8      |
| 3º      | 3. Liga          | 7              | 2009-2010 | 2025-2026       | 9      |
| 3º      | Regionalliga Süd | 2              | 2006-2007 | 2007-2008       | 9      |
| 4º      | Oberliga Bayern  | 2              | 2004-2005 | 2005-2006       | 2      |

## Organico

### Rosa 2024-2025
Rosa aggiornata al 11 gennaio 2025.
| N. |                        | Ruolo | Calciatore        |
| -- | ---------------------- | ----- | ----------------- |
| 1  | Germania (bandiera)    | P     | Marius Funk       |
| 3  | Germania (bandiera)    | D     | Dominik Franke    |
| 4  | Gambia (bandiera)      | D     | Leon Guwara       |
| 5  | Austria (bandiera)     | D     | Nico Antonitsch   |
| 6  | Germania (bandiera)    | C     | Rico Preißinger   |
| 9  | Germania (bandiera)    | A     | Fatih Kaya        |
| 10 | Germania (bandiera)    | C     | Marc Stendera     |
| 13 | Germania (bandiera)    | D     | Nils Röseler      |
| 14 | Canada (bandiera)      | A     | Caniggia Elva     |
| 15 | Serbia (bandiera)      | D     | Nikola Stevanović |
| 16 | Stati Uniti (bandiera) | D     | Ryan Malone       |
| 17 | Germania (bandiera)    | C     | Max Besuschkow    |
| 18 | Ghana (bandiera)       | C     | Nunoo Sarpei      |
| 19 | Germania (bandiera)    | C     | Marcel Gaus       |
| 20 | Germania (bandiera)    | C     | Yannick Deichmann |
| 21 | Germania (bandiera)    | D     | Tobias Schröck    |

| N. |                      | Ruolo | Calciatore           |
| -- | -------------------- | ----- | -------------------- |
| 23 | Germania (bandiera)  | C     | Denis Linsmayer      |
| 25 | Germania (bandiera)  | D     | Jonatan Kotzke       |
| 26 | Germania (bandiera)  | A     | Florian Pick         |
| 27 | Germania (bandiera)  | D     | Thomas Keller        |
| 28 | Francia (bandiera)   | C     | Yassin Ben Balla     |
| 29 | Germania (bandiera)  | A     | Arian Llugiqi        |
| 30 | Germania (bandiera)  | A     | Stefan Kutschke      |
| 32 | Germania (bandiera)  | A     | Patrick Schmidt      |
| 34 | Germania (bandiera)  | C     | Merlin Röhl          |
| 35 | Germania (bandiera)  | A     | Filip Bilbija        |
| 36 | Finlandia (bandiera) | D     | Silman El Baset      |
| 37 | Germania (bandiera)  | A     | Pascal Testroet      |
| 38 | Germania (bandiera)  | D     | Maximilian Neuberger |
| 40 | Germania (bandiera)  | P     | Markus Ponath        |
| 49 | Hong Kong (bandiera) | A     | Michael Udebuluzor   |
|    | Albania (bandiera)   | P     | Simon Simoni         |